# Kraje na Slovensku

Zobrazení krajů Slovenska

Kraje na Slovensku jsou v současnosti nejvyšší územněsprávní jednotkou a také jednotkou státní správy na Slovensku.
Území jednotlivých krajů jsou k dnešnímu dni identická s územím samosprávních krajů, což jsou nejvyšší jednotky územní samosprávy na Slovensku.

## Kraje v minulosti
Kraje na Slovensku byly vytvořeny roku 1948. K redukci jejich počtu došlo roku 1960 (na Západoslovenský kraj, Středoslovenský kraj, Východoslovenský kraj a od roku 1968 Bratislava) a roku 1990 byly kraje zcela zrušeny.

## Kraje v současnosti
Kraje byly znovu zavedeny 1. července 1996, odkdy se Slovensko dělí na osm krajů (šest krajů má stejné označení jako v letech 1949–1960 a dva nově zavedené: Trenčínský a Trnavský).

## Správa a samospráva
Stát spravoval úřady na území kraje prostřednictvím krajských úřadů, které ale byly zrušeny v roce 2007.
Území krajů jsou totožná s územím samosprávných krajů. Jejich samospráva je vykonávána voleným zastupitelstvem samosprávného kraje a voleným předsedou samosprávného kraje, který je označován jako župan. 
| Kraj                     | Sídlo           | Oficiální web                                                           |
| ------------------------ | --------------- | ----------------------------------------------------------------------- |
| Banskobystrický          | Banská Bystrica | https://www.vucbb.sk Archivováno 3. 6. 2023 na Wayback Machine.         |
| Bratislavský             | Bratislava      | https://bratislavskykraj.sk                                             |
| Košický                  | Košice          | https://web.vucke.sk                                                    |
| Nitranský (Nitriansky)   | Nitra           | https://www.unsk.sk                                                     |
| Prešovský                | Prešov          | https://www.po-kraj.sk                                                  |
| Trenčínský (Trenčiansky) | Trenčín         | https://www.tsk.sk                                                      |
| Trnavský                 | Trnava          | https://trnava-vuc.sk                                                   |
| Žilinský                 | Žilina          | http://www.zilinskazupa.sk Archivováno 24. 10. 2014 na Wayback Machine. |

### Základní data o krajích
| Kód     | Název kraje (kraj) | Počet obyvatel (2022) | Rozloha (km²) | Hustota zalidnění (/km²; 2022) | Měst a obcí | Měst | Okresů | Okresy |
| ------- | ------------------ | --------------------- | ------------- | ------------------------------ | ----------- | ---- | ------ | --- |
| 1       | Bratislavský       | 664 000               | 2 052,6       | 321,34                         | 73          | 7    | 8      | Bratislava I, Bratislava II, Bratislava III, Bratislava IV, Bratislava V, Malacky, Pezinok, Senec                                                    |
| 2       | Trnavský           | 556 000               | 4 172,2       | 135,08                         | 251         | 16   | 7      | Dunajská Streda, Galanta, Hlohovec, Piešťany, Senica, Skalica, Trnava                                                                                |
| 3       | Trenčínský         | 577 000               | 4 501,9       | 130,14                         | 276         | 18   | 9      | Bánovce nad Bebravou, Ilava, Myjava, Nové Mesto nad Váhom, Partizánske, Považská Bystrica, Prievidza, Púchov, Trenčín                                |
| 4       | Nitranský          | 682 000               | 6 343,4       | 106,67                         | 354         | 15   | 7      | Komárno, Levice, Nitra, Nové Zámky, Šaľa, Topoľčany, Zlaté Moravce                                                                                   |
| 5       | Žilinský           | 685 000               | 6 808,4       | 101,54                         | 315         | 18   | 11     | Bytča, Čadca, Dolný Kubín, Kysucké Nové Mesto, Liptovský Mikuláš, Martin, Námestovo, Ružomberok, Turčianske Teplice, Tvrdošín, Žilina                |
| 6       | Banskobystrický    | 651 000               | 9 454,8       | 68,52                          | 516         | 24   | 13     | Banská Bystrica, Banská Štiavnica, Brezno, Detva, Krupina, Lučenec, Poltár, Revúca, Rimavská Sobota, Veľký Krtíš, Zvolen, Žarnovica, Žiar nad Hronom |
| 7       | Prešovský          | 831 000               | 8 974,5       | 91,92                          | 666         | 23   | 13     | Bardejov, Humenné, Kežmarok, Levoča, Medzilaborce, Poprad, Prešov, Sabinov, Snina, Stará Ľubovňa, Stropkov, Svidník, Vranov nad Topľou               |
| 8       | Košický            | 795 000               | 6 751,9       | 118,32                         | 440         | 17   | 11     | Gelnica, Košice I, Košice II, Košice III, Košice IV, Košice-okolí, Michalovce, Rožňava, Sobrance, Spišská Nová Ves, Trebišov                         |
| Celkem: | Celkem:            | 5 441 000             | 49 035        | 111,3                          | 2 891       | 138  | 79     | |